# Linn-Kristin Riegelhuthová
Linn-Kristin Riegelhuthová Korenová (* 1. srpna 1984 Ski) je bývalá norská házenkářka. S norskou ženskou házenkářskou reprezentací dvakrát vyhrála olympijský turnaj, v Pekingu roku 2008 a v Londýně roku 2012. Krom toho má bronz z her v Riu z roku 2016. Je rovněž mistryní světa (2011) a stříbrnou (2007) i bronzovou (2009) medailistkou ze světového šampionátu. Na kontě má též pět titulů mistryně Evropy (2004, 2006, 2008, 2010, 2014) a jedno evropské stříbro (2012). Za národní tým nastupovala v letech 2003–2016, odehrála za něj 279 zápasů a vstřelila 971 branek. Tento počet gólů ji staví na druhé místo historické tabulky norské reprezentace (za Kjersti Griniovou). S klubem Larvik HK vyhrála v roce 2011 Ligu mistrů EHF, nejprestižnější evropskou klubovou soutěž. Dvakrát s ním získala rovněž Pohár vítězů pohárů (2005, 2008). V roce 2008 byla Mezinárodní házenkářskou federací zvolena nejlepší světovou hráčkou roku.